# Zou Kai
Zou Kai (chiń. upr. 邹凯; chiń. trad. 鄒凱; pinyin Zōu Kǎi; ur. 25 lutego 1988 w Luzhou) — chiński gimnastyk, trzykrotny złoty medalista olimpijski z Pekinu, trzykrotny mistrz świata.

## Osiągnięcia
| Rok  | Zawody               | Miasto    | Miejsce | Konkurencja         | Punktacja |
| ---- | -------------------- | --------- | ------- | ------------------- | --------- |
| 2006 | Mistrzostwa świata   | Århus     | 1       | Wielobój drużynowo  | 277.775   |
| 2007 | Mistrzostwa świata   | Stuttgart | 1       | Wielobój drużynowo  | 281.900   |
| 2008 | Igrzyska olimpijskie | Pekin     | 1       | Wielobój drużynowo  | 286.125   |
| 2008 | Igrzyska olimpijskie | Pekin     | 1       | Ćwiczenia wolne     | 16.050    |
| 2008 | Igrzyska olimpijskie | Pekin     | 1       | Ćwiczenia na drążku | 16.200    |
| 2009 | Mistrzostwa świata   | Londyn    | 2       | Ćwiczenia wolne     | 15.675    |
| 2009 | Mistrzostwa świata   | Londyn    | 1       | Ćwiczenia na drążku | 16.150    |
| 2012 | Igrzyska Olimpijskie | Londyn    | 1       | Wielobój drużynowo  | 275.997   |
| 2012 | Igrzyska Olimpijskie | Londyn    | 1       | Ćwiczenia wolne     | 15.933    |